# Myōjin-shō
Myōjin-Shō (ja:みょうじんしょう?) es un volcán submarino que se encuentra a 450 km al sur de Tokio sobre la Cresta Izu-Ogasawara en las islas de Izu. A partir de 1869 existen registros de actividad volcánica. Desde entonces ha padecido erupciones volcánicas, la más fuerte produjo la aparición y desaparición de una pequeña isla.
El nombre Myōjin-Shō le fue colocado en honor a un barco de pesca, el "No 11 Myōjin-Maru" de Yaizu, Prefectura de Shizuoka, cuya tripulación presenció por primera vez la mayor erupción volcánica de 1952.

## Erupción de 1952-1953

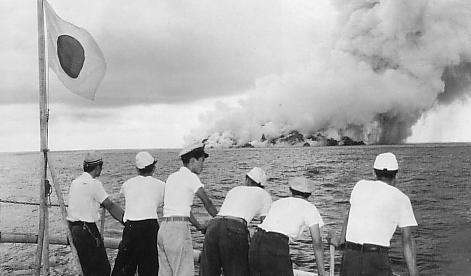
Un misterioso arrecife levantó una columna volcánica y los marineros del "buque patrulla clase Chihuri" lo observaron (1952)

La erupción volcánica entre los años 1952 y 1953 fue la mayor actividad registrada, con las repetitivas apariciones y desapariciones de una isla, que llegó a alcanzar más de 10 metros sobre el nivel del mar, antes de hundirse después de una fuerte explosión volcánica en septiembre de 1953. El 24 de septiembre de 1953, un barco científico, el No. 5 Kaiyo-Maru del Departamento Hidrográfico de la Agencia de Seguridad Marítima, fue destruido por el volcán, con la pérdida de su tripulación, compuesta por 31 miembros (incluyendo los nueve científicos que estudiaban la erupción). A consecuencia de esto el Departamento desarrolló Manbou (Sunfish), una radio no tripulada que operaba el barcó científico, y ha sido usada para la investigación de las zonas marítimas peligrosas, como los volcanes submarinos.
Esta fue la primera vez que la actividad volcánica fue detectada usando el Canal SOFAR.

## Inspecciones de 1998-1999
En 1998 y 1999, el Departamento de Hidrografía realizó inspecciones sistemáticas en el fondo del mar alrededor de Myōjin-Shō, utilizando el navío de inspección último modelo Shoyo y Manbou II, la segunda generación de Manbou. Como resultado de estas inspecciones, se elaboró por primera vez una imagen detallada de la topografía del fondo del mar alrededor de Myōjin-Shō.
Mabou II realizó la inspección del área de mar dentro de un radio de 3 millas náuticas (aproximadamente 5,4 km) de Myōjin-Shō. Shoyo realizó la inspección del área de mar dentro de un radio de aproximadamente 10 millas náuticas (aproximadamente 18,5 km ) pero más allá del área de radio de 3 millas náuticas. Manbou II funciona mediante órdenes preprogramadas y mide la profundidad y temperatura del agua. Una inspección batimétrica de Manbou fue realizada utilizando el resonador "PRD-601" cada 0.2 millas náuticas (aproximadamente 370 m). Shoyo realizó una inspección exhaustiva que incluyó relevamientos geológicos y geofísicos del fondo marino. La inspección batimétrica de Shoyo fue realizada utilizando un resonador "Seabeam 2112" cada 0.5 millas náuticas (aproximadamente 930 m).

## Estructura
Con anterioridad se consideraba que Myōjin-Shō era el cono central de un volcán doble con las rocas Bayonnaise (rocas que sobre salen 10 m sobre el nivel de mar) partes de un volcán somma (Mita, 1949). Sin embargo como resultado de un relevamiento realizado  se determinó que tanto el Myōjin-Shō como las rocas Bayonnaise son conos en la  somma de un volcán doble. El pie de este volcán doble se encuentra a una profundidad de unos 1,400 metros y su tamaño es de unos 30 km entre su extremo este al oeste y 25 km del norte al sur. La somma es prácticamente un círculo con un diámetro de unos 7 km y una altua de 1,000 a 1,400 metros.
El diámetro del piso de la caldera es de unos 5.6 kilómetros y unos 1,100 metros de profundidad. El cono central es una elevación antiguamente llamada Takane-Sho, que se encuentra a 328 metros por debajo del nivel del mar.
Myōjin-Shō es un cono post caldera formado en la zona noreste del somma del volcán doble. Es el único cono cónico y su altura es de 550 metros y su zona menos profunda alcanza 50 metros. Se ha obtenido una grabación que muestra la presencia de burbujas cerca de su cúspide, como también un micro terremoto cerca del Myōjin-Shō, con lo cual se comprobó que el volcán aún permanece activo aunque con una actividad menor.